# Serapión de Antioquía
Serapión fue un Patriarca de Antioquía (191-211). Es considerado santo por las confesiones católica y oriental. Su festividad se celebra el 30 de octubre. 

## Vida
Se le conoce principalmente por sus escritos teológicos. Eusebio se refiere a tres obras de Serapión en su historia, pero admite que existían probablemente otros: la primera es una carta privada dirigida a Carico y Poncio en contra del montanismo, de la que Eusebio cita un extracto (Historia eclesiastica V, 19), así como las adscripciones que se distribuyó entre los obispos en Asia y Tracia. La siguiente es una obra dirigida a un tal Domnino, que en tiempo de la persecución abandonó el cristianismo erróneamente por el del "culto judío voluntario" ( Hist. Eccles, VI, 12). 
Por último, Eusebio cita (vi.12.2) un folleto que Serapión escribió sobre el docético Evangelio de Pedro, en el que Serapión presentaba a la comunidad cristiana de la Rhossus, en Siria, un argumento contra este Evangelio, condenándolo. Eusebio también alude a una serie de cartas personales Serapión escribió a Poncio, Carico, y otros acerca de este Evangelio de Pedro.
Serapión contó con el apoyo de (Panteno contra la influencia de gnosticismo en Osroene al consagrar a Palut como obispo de Edesa, donde Palut abordó las tendencias cada vez más gnósticas que el clérigo de Bardesanes introducía en su comunidad. El propio Serapión ordenó a Panteno como sacerdote y obispo en Edesa.

## Vida y Obras
Las obras de Apolinar, contra la referida herejía las menciona Serapión, que, según quiere una tradición fue obispo de  Antioquia, en los tiempos en que nos referimos, después de Maximinio. Hace mención de él en una carta particular dirigida a Ciriaco y Poncio, en la cual, refutando también él la misma herejía, añade lo siguiente:

Más, para que también sepáis que el influjo de ésta engañosa tropa – la llamada nueva profecía – es abominada por todos los hermanos del mundo, os he enviado también unos escritos de Claudio Apolinar, obispo beatísimo que fue de Hiérapolis de Asia.cita

En esta misma carta de Serapión se conservan también las firmas de diferentes obispos, uno de los cuales firma así: «Aurelio Cirinio, mártir, ruego porque estés bien»; y otro de esta manera: «Elio Publio Julio, obispo de Develto, colonia de Tracia: vive el Dios de los cielos que el bienaventurado Sotas de Anquilao quiso expulsar al demonio de Priscila, y los hipócritas no le dejaron». 
También se conservan en la carta aludida las firmas autógrafas de muchos otros obispos que están de acuerdo con estos. Tal es lo que hay sobre ellos. 
En cuanto al fruto de los afanes literarios de Serapión, es natural que se hallan conservado también otras obras entre otras personas, pero a nosotros no han llegado más que éstas: A Domno, uno que en tiempo de la persecución había caído de la fe de Cristo para dar en la superstición judía; y otras cartas a otras personas. 
Otro tratado que compuso Serapión es acerca del llamado Evangelio de Pedro . Lo escribió refutando las falsedades que en éste se dicen, por causa de algunos de la Iglesia de Rosos que, en la excusa de la dicha Escritura, se habían desviado hacia enseñanzas heterodoxas. Bueno será ofrecer de este libro algunas sentencias en las cuales presenta él su opinión acerca de aquel libro, a lo que escribe así: 
«Porque también nosotros, hermanos aceptamos a Pedro y a los demás apóstoles como a Cristo, pero como hombres de experiencia que somos, rechazamos los falsos escritos que llevan sus nombres, pues sabemos que no se nos han transmitido semejantes escritos». También, «Porque yo mismo, hallándome entre vosotros, suponía que todos os atenías a la recta fe, y sin haber leído el Evangelio que ellos me presentaban con el nombre de Pedro, dije: si es sólo eso lo que parece apocaros, que se lea. Mas ahora que me he enterado, por lo que me han dicho, de que su pensamiento se ocultaba en cierta herejía, me daré prisa por estar de nuevo con vosotros. Por lo que hace a nosotros, hermanos, hemos comprendido a qué herejía pertenecía Marciano, el cual se contradecía y no sabía lo que hablaba». 
Y de igual manera Serapión dice: «efectivamente, gracias a otros que practicaron este mismo Evangelio, es decir, gracias a los sucesores de los que lo iniciaron, a los cuales llamaremos docetas (porque la mayor parte de su pensamiento pertenece a esta enseñanza), por habérnoslo prestado ellos, hemos podido leerlo detenidamente, y hemos hallado la mayor parte conforme a la recta doctrina del Salvador, pero también algunas cosas que se distinguen y que os hemos sometido. Esto sobre Serapión».
Serapión fue el octavo obispo de Antioquia. Su episcopado coincide más o menos, con el reinado de Septimio Severo. Su carta a Poncio y a Carico trata de la herejía montanista y afirma que la llamada nueva profecía de este orden falso, es abominada en toda la cristiandad, en el mundo entero. Otra carta, iba dirigida a la comunidad Rhossos, en Cilicia, en la costa Siria del golfo de Isos. Eusebio cita un pasaje de esta carta, que trata del Evangelio de Pedro: 
“En cuanto a nosotros, hermanos, recibimos a Pedro y a los demás apóstoles como a Cristo. Pero rechazamos los escritos que circulan falsamente bajo su nombre, como hombres experimentados que sabemos que tales escritos no nos han sido transmitidos por tradición. Cuando estuve entre vosotros yo me figuré que todos profesabais la fe verdadera; y sin haber leído el Evangelio que presentaban ellos bajo en nombre de pedro, dije: si es éste el único motivo que parece causar disensiones entre vosotros, no se lea. Pero ahora se, por lo que me han dicho, que su mente se escondía en algún repliegue de Herejía. Por eso procuraré volver a vosotros. Esperadme pues, pronto. Pero nosotros, hermanos, comprendiendo a qué clase de herejía pertenecía Marciano, pues con la ayuda de otras personas que habían practicado este mismo Evangelio, es decir, con la ayuda de los sucesores de los que lo pusieron en circulación a quienes llamamos Docetas (porque la mayor parte de las ideas pertenece a su doctrina) hemos podido hacernos con el  libro que ellos nos prestaron, revisarlo y descubrir que, si bien la mayor parte está, efectivamente de acuerdo con la doctrina verdadera de Salvador, han sido añadidas algunas cosas, que hemos anotado para vosotros”.